# Købmagergade

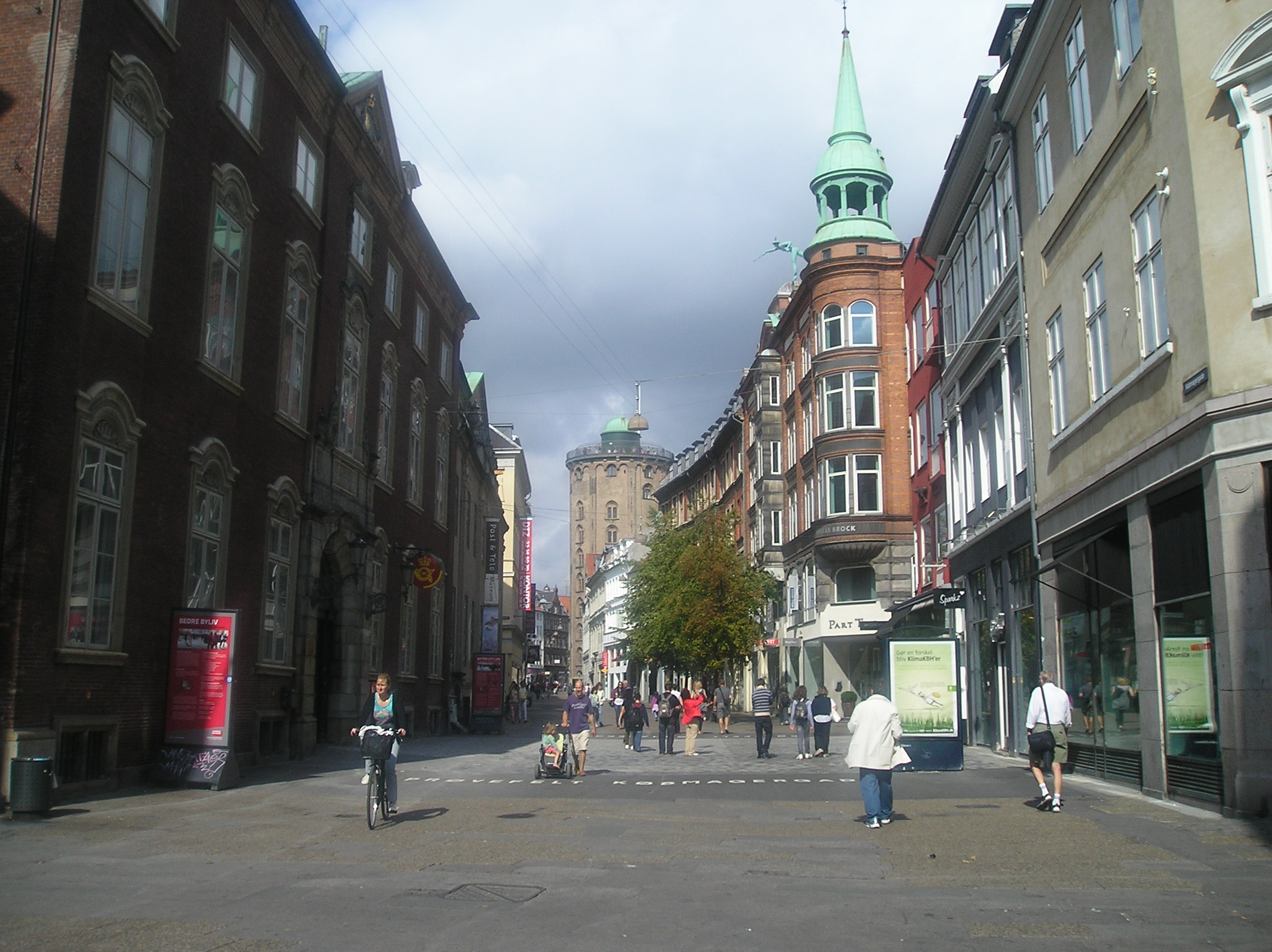
Købmagergade mit dem Postamt zur linken Hand und dem Rundetårn geradezu.

Die Købmagergade ist eine Fußgängerstraße in der Innenstadt der dänischen Hauptstadt Kopenhagen.
An der Straße liegen verschiedene Sehenswürdigkeiten der Stadt, zum Beispiel der Rundetårn (Nr. 52A) und im Anbau des historischen Postamtgebäudes (Nr. 33). Das ehemalige Post & Tele Museum (Nr. 37) wurde Ende 2016 geschlossen und als Museum Enigma in der Øster Allé 1 (im Stadtteil Østerbro) neu eröffnet. In der Købmagergade finden sich ferner das Studentenwohnheim Regensen, der Flagshipstore der Buchhandelskette Arnold Busck A/S (Købmagergade Nr. 49) sowie deren Kinderbuchhandlung im Gebäude schräg gegenüber (Nr. 50). An der Ecke Købmagergade und Silkegade liegt das Købmagerhus, das 1898 erbaut worden ist.
Seit dem 15. Jahrhundert bis zu den 1530er Jahren waren an der Straße Schlachter ansässig, weshalb sie Kjødmangergade (Fleischhändlerstraße) genannt wurde. Der Name Købmagergade findet sich bereits 1660, doch wird er erst seit dem 19. Jahrhundert regulär verwendet. Im 18. Jahrhundert befand sich in der Straße die Königliche Porzellanmanufaktur.
1780 richtete das staatliche Post- und Telegrafiewesen, Vorläufer von Post Danmark und Tele Danmark, in der Nr. 33 seinen Hauptsitz ein, bis die Verwaltung 1912 ins Centralpostbygning zog. Auf das danach nur noch als einfaches Postamt genutzte Gebäude verübte die Blekingegade-Bande 1988 einen schweren Raubüberfall, bei der ein Polizist ums Leben kam.
Von 1845 bis 2009 befand sich in der Købmagergade 67–69 eine Wienerbageri (Wiener Bäckerei). Sie wurde von Niels Christian Albeck nach einer Studienreise nach Wien gegründet, von der er auch drei Bäcker mitbrachte, die typisch österreichische Kuchen und Brote backten. Diese wurden auch an das Königshaus geliefert. Aus dieser Mode entwickelten sich später eigenständige Rezepte, die gesammelt als Wienerbrød bezeichnet werden.
In Nr. 5 ist seit 1857 das Hutmachergeschäft Petitgas zu finden.